# Посконов, Алексей Андреевич
Алексе́й Андре́евич Поско́нов (5 марта 1904, Уфа — 13 марта 1969, Москва) — советский государственный деятель, председатель правления Госбанка СССР.

## Биография
Родился в семье рабочего. В 1915—1918 годах был учеником в переплётной мастерской, а затем рабочим аптечного склада. В 1919—1921 годах служил в Красной Армии. В 1921—1923 годах работал на лесозаводе, был инструктором фабрично-заводских комитетов. В 1923 году пришёл на работу в финансовые органы. В 1923—1931 годах налоговый агент, заведующий отделом, заместитель заведующего, заведующий Краевым финансовым отделом Башкирского наркомата финансов, заведующий отделом, а затем финансовой инспекцией этого наркомата, член коллегии наркомата. В 1931—1934 годах учился в Ленинградском финансово-экономическом институте по специальности экономист-финансист. После окончания института в 1934—1940 работал годах заведующим городским, а затем областным финансовым отделом в Уфе.
В 1940 году назначен заместителем наркома финансов РСФСР. В 1941—1945 годах — нарком финансов РСФСР, в 1945—1948 годах — заместитель наркома финансов СССР, первый заместитель министра финансов СССР. В 1948—1960 годах — заместитель министра финансов СССР, член коллегии Министерства финансов. В 1960—1963 годах — первый заместитель министра финансов СССР. В 1963—1969 годах — Председатель Правления Государственного банка СССР.
Член Центральной ревизионной комиссии КПСС (1966—1969).

## Награды
- Орден Ленина (март 1964)
- Пять орденов Трудового Красного Знамени